# Brønderslev 1949
|  | Denne artikel er oprettet af botten Steenthbot ud fra en ekstern database. Den kan derfor have sproglige fejl eller mangler. Denne skabelon kan fjernes efter kontrol af indholdet. |

Brønderslev 1949 er en dansk dokumentarisk optagelse fra 1949 instrueret af Tage Larsen.

## Handling
En film om Brønderslevs udvikling fra landsby til købstad. Industrien er 'byens puls'. Maskinfabrikken Pedershaab har spillet en væsentlig rolle i byens vækst. Grundstenen blev lagt i 1886, og fabrikant Peder Nielsens motto var "Fra Malm til Staal. Fra Glød til Baal. Fra Drøm til Maal." Brønderslev Andelsslagteri. Brønderslev Andelsmejeri. Brønderslev Teglværk. Gartneri med frugt og grønt. Klokkestøberiet. Omkring disse virksomheder udvikles byen og hverdagslivet. Brønderslev Kirke og Brønderslev Gl. Kirke. Brønderslev Skole - undervisning i klasselokalerne, gymnastik-, håndarbejde- og sløjdtimer. Husmoderforeningen. Børnehjemmet. De gamles hjem. Hospitalet. Stationen. Så er der byens næringsliv med posthus, apotek, bankerne og butikker. Anden verdenskrig forhindrede byggeriet af et nyt bibliotek, så det gamle fra 1898 ligger stadig i Grønnegade. Brønderslev Elektricitetsværk. Hverdagslivet i byens gader. Glimt af byens kommunalliv: rådhuset med byrådssalen, dommerkontoret, retssalen, brandvæsenet.
Brønderslev har anseelse som idrætsby, og ungdommen dyrker ivrigt sport: fodboldkamp på stadion, tennis på grus og gymnastikstævne i Brønderslev Friluftsbad. Sankt Hans-aften med optog gennem byen, sang ved bålet og fakkeltog. Brønderslev marked med hestehandel, tivoliboder og madtelte. Brønderslev Andels Maskinstation. Brønderslev er også landbrug. Dyrskuet 1949. Omegnen med Børglum - og Vrejlev Kloster, den jyske ås og Vildmosen er attraktive for turisterne.

## Medvirkende
- Peder J. Nielsen, Adm. dir. Pedershåb Maskinfabrik